# Sveriges fängelsemuseum
Sveriges fängelsemuseum är ett kulturhistoriskt museum i Gävle som dokumenterar svensk kriminalvård och straff från 1500-talet till slutet av 1900-talet. Beläget i två historiska byggnader – Slottshäktet och Länscellfängelset (i folkmun ”Hotell Hamilton”) – lyfter museet fram hur straffpraxis förändrats, från offentliga kroppsstraff till modernare former av kriminalvård.

## Slottshäktet

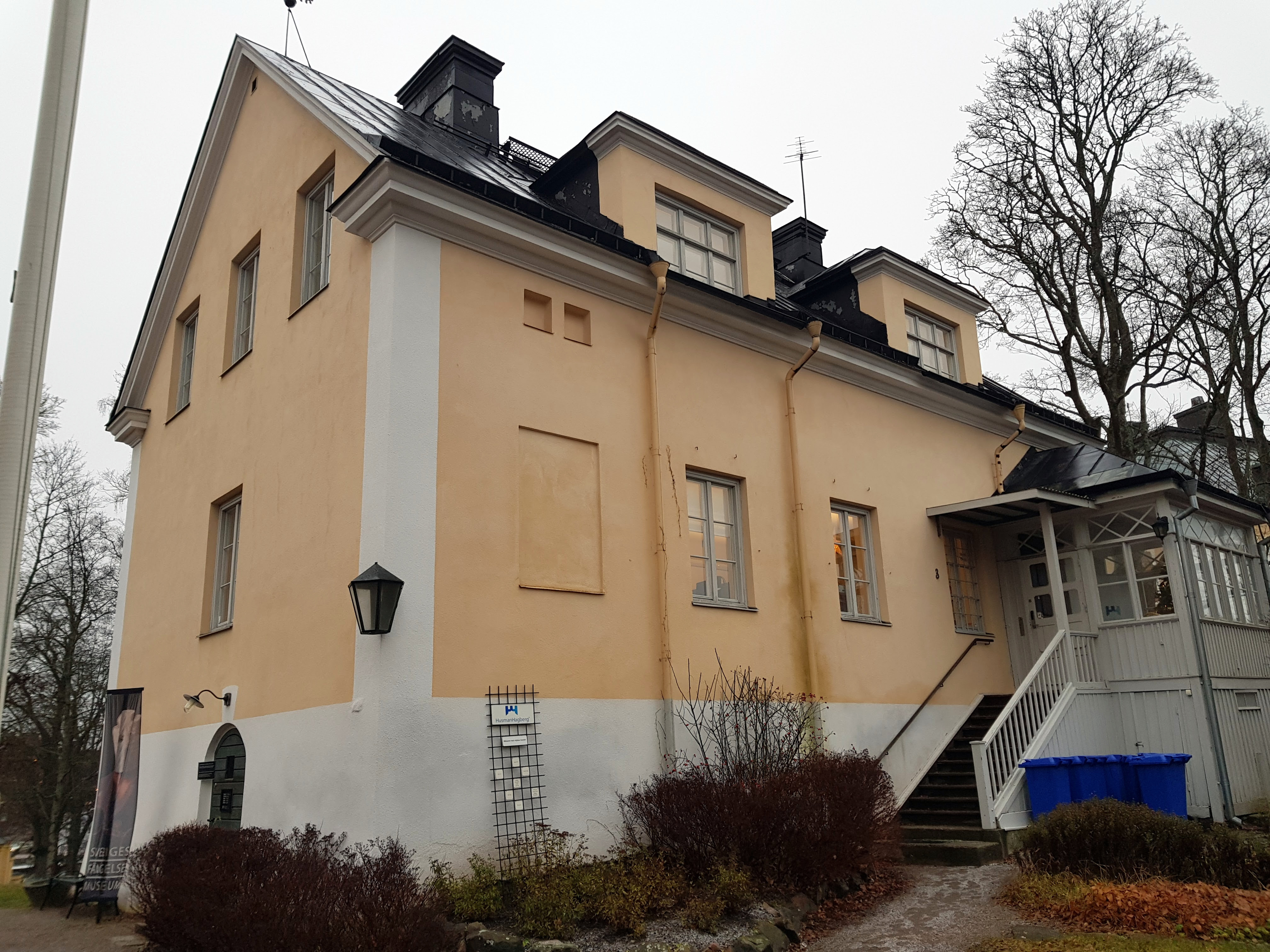
Det äldre slottshäktet med anor från 1500-talet, beläget mellan cellfängelset och Gävle slott.

Slottshäktet ligger i sydöstra hörnet av Gävle slotts gård och omnämns som häkte redan på 1600-talet. 
Utställningarna här fokuserar på tidigmoderna bestraffningsmetoder och belyser de mörkare aspekterna av den lokala historien, såsom häxprocesserna och offentliga förödmjukelser.

## Länscellfängelset (”Hotell Hamilton”)
Uppfört 1847 efter ritningar av arkitekten Carl Fredrik Hjelm representerar länscellfängelset en ny era av isoleringsfängelser influerad av Philadelphiasystemet. Statens fastighetsverk noterar att byggnadens T-formade planlösning medgav separata celler längs den inre gården för att motverka negativ fångkontakt. Anstalten var i drift till 1986 och hade då fått rykte om sig som ”Sveriges vänligaste fängelse” tack vare relativt progressiva program under 1960- och 70-talen. Byggnaden byggnadsminnesförklarades 1998 och restaurerades av Statens fastighetsverk.

## Museumsbildning och utställningar
Fröet till museet såddes redan på 1970-talet då kriminalvårdsinspektören Birger Lindroos började samla föremål från den dåvarande Gävleanstalten och ordnade ett litet privat museum i Slottshäktet.
Hösten 2000 samlade Gävle kommun, Länsmuseet Gävleborg och lokala kulturaktörer en arbetsgrupp där museologistudenten Katarina Kallings tog fram en bevarandeplan. Den 14 november 2001 konstituerades den ideella Föreningen Fängelsemuseet i Gävle, och 2002 fick den kommunalt startstöd.

### Ledning och inriktning
Efter nästan tjugo år som museichef lämnade Katarina Kallings 2019 över ansvaret till Desirée Kjellberg, som betonat museets nationella uppdrag och vikten av att spegla hela landets kriminalvårdshistoria. Sedan 2017 finansieras verksamheten genom årligt statsbidrag från Kulturdepartementet, vilket gett långsiktig stabilitet.
Museet satsar även på digital tillgänglighet; 2022 inleddes en systematisk digitalisering av föremålssamlingen som publiceras på DigitaltMuseum.

## Joe Hill Visitor Center
År 2024 öppnade museet ett Joe Hill Visitor Center på bottenvåningen, tillägnat den inflytelserike facklige aktivisten och protestsångaren Joe Hill (Joel Hägglund), som föddes i Gävle 1879. Hill emigrerade till USA, engagerade sig i facklig organisering och avrättades under kontroversiella former 1915. Centret ger historisk bakgrund, visar relaterade minnessaker och lotsar besökare vidare till andra Joe-Hill-platser i staden.